# @

«At sign»

Знак @ (лігатура «at») в сучасному значенні найчастіше використовується в адресах електронної пошти і «згадках» у соціальних медіа. Серед розмовних українських назв — «песик», «равлик», «собачка». Код в Юнікоді 0040 (64 в десятковій системі числення).

## Походження

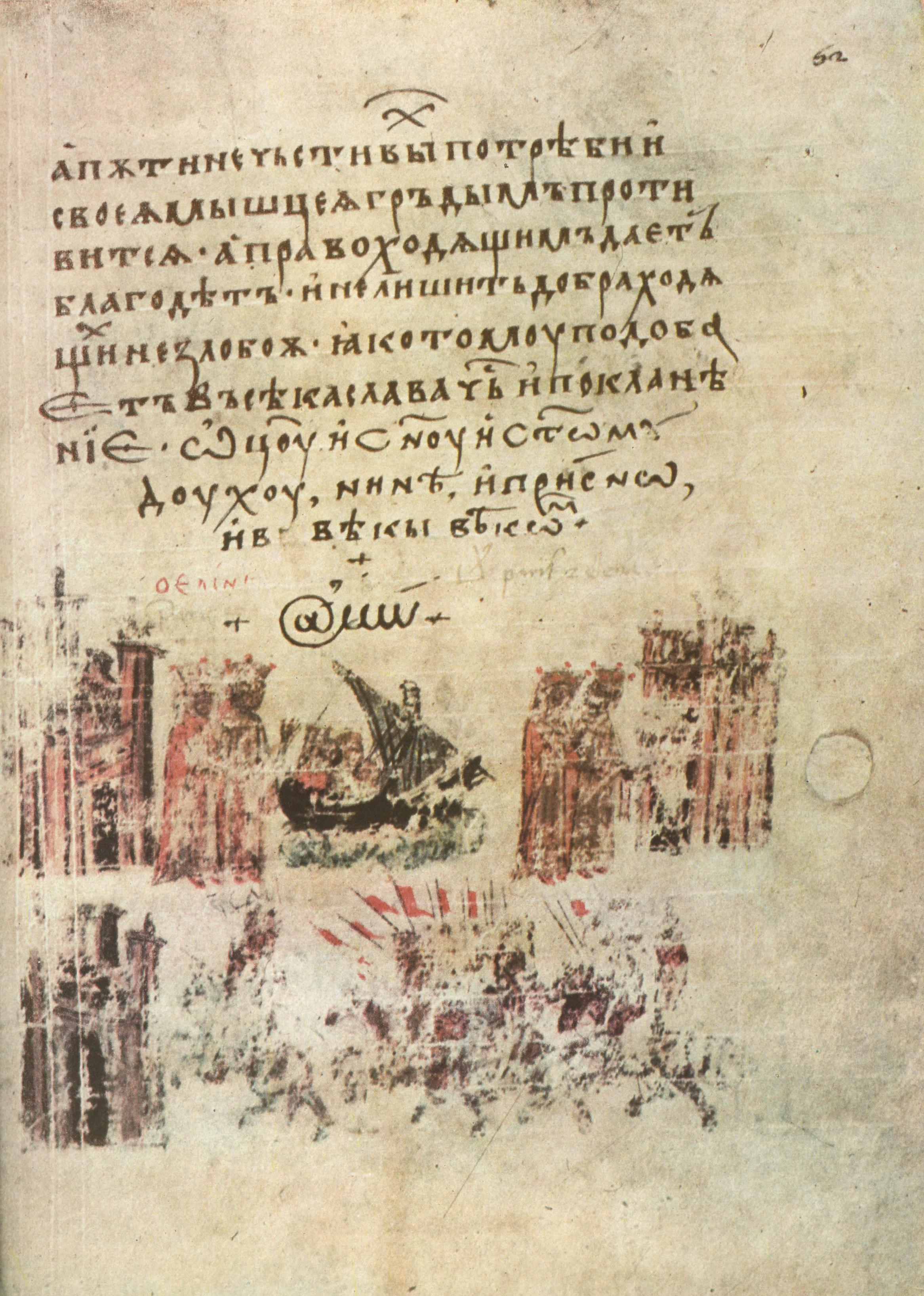
Знак @ як велика літера у слові «амінь» у болгарській Хроніці Костянтина Манасії (бл. 1345)

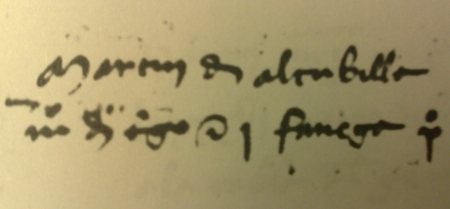
Знак @ в арагонському рукописі «taula de Ariza»

На думку американського вченого Бертольда Уллмана, історія знака @ бере початок ще з середньовіччя, коли ченці — хранителі стародавніх знань і рукописів — перекладали й переписували трактати, зокрема, написані латиною. У латині вживається прислівник «ad», що в перекладі на сучасну англійську означає «at» («на», «в», «до») і вказує на приналежність, напрям і наближення. У шрифті, що використовувався ченцями, буква «d» мала невеликий «хвостик», що робило її схожою на горизонтально віддзеркалену цифру «6». Так «ad» досить швидко перетворилося на @.
2000 року Джорджо Стабіле, професор Сап'єнци, висунув іншу гіпотезу. В архіві Інституту економічної історії міста Прато поблизу Флоренції він виявив лист флорентійського купця 1535 року, де згадувалося ціна однієї «A» вина, причому літера «A» була прикрашена завитком і виглядала як @; Стабіле вважав, що це було скорочене позначення одиниці вимірювання об'єму — стандартної амфори.
У XV столітті @ з'являється знову. Іспанські купці використовували цей знак як скорочене найменування одиниці вимірювання маси — «arroba» (це приблизно 11,52 кг або 25,40 фунтів); саме слово походить від арабського «ар-руб» — «чверть» (чверть від ста фунтів). У 2009 році іспанський історик Хорхе Романсе виявив скорочення арроби знаком @ в арагонському рукописі Taula de Ariza, написаному 1448 року, майже за століття до листа, що досліджував Стабіле.
В епоху відродження @ став використовуватися для позначення ціни, а в епоху індустріальної революції (час капіталу, перших бірж, верстатів тощо) @ незмінно трапляється в бухгалтерських звітах. Так «равлик», разом з $, #, % і іншими «рахівницькими» знаками з майже забутою семантикою перекочував на клавіатуру.
Сучасна офіційна[джерело?] назва цього знака «комерційне at» бере початок з рахунків, де він використовувався в таких контекстах: 7 widgets @ $ 2 each = $ 14, що перекладається як 7 шт. по 2 дол = 14 дол. Оскільки цей знак застосовувався в бізнесі, його розмістили на клавіатурах друкарських машинок. Він був присутній вже на перших в історії друкарських машинках «Ундервуд», випущених 1885 року.
Це єдиний новий значок, який додали до коду азбуки Морзе від часів Другої світової війни. Для @ сигнал в азбуці Морзе передається комбінацією точок і тире «• — — • — •», що відповідає літерам «А» і «С» як одному знаку.
1971 року на знак звернув увагу 29-річний Рей Томлінсон, інженер-дослідник з американської компанії BBN Technology (Bolt, Beranek and Newman) у Бостоні, якого помилково вважають не лише винахідником електронної пошти, але й власне знака @, хоча ні тим, ні іншим він не був. Компанія BBN Technology, в якій працював Томлінсон, наприкінці 60-х стала однією з учасниць проекту ARPANet — мережі комп'ютерів, безпосередньої попередниці Інтернету — який вівся на замовлення міністерства оборони США. В ті роки програми, що дозволяють передавати файли і послання від одного користувача до іншого, вже існували. Але відправник і одержувач користувалися одним комп'ютером.
Томлінсон якраз займався розробкою поштових програм і створенням віртуальних поштових скриньок. Власне, віртуальна поштова скринька була файлом, який відрізнявся від звичайного файлу тим, що користувачі не могли виправити текст, — тільки додати. В операції використовувалися дві програми — SNDMSG для відправлення і READMAIL для читання.
Нова програма, яку написав Томлінсон, складалася з 200 рядків коду і була комбінацією SNDMSG, READMAIL і протоколу CPYNET, що використався в ARPANet для відсилання файлів на віддалений комп'ютер. Перше послання Томлінсоном було надіслане з одного комп'ютера на іншій, що стояв в цій же лабораторії.
На «перегонку» файлу і експерименти у Томлінсона пішло півроку, перш ніж він надіслав послання зі своєї лабораторії на комп'ютер, який був дійсно, віддаленим.
Можливо, другим комп'ютером був один із тих небагатьох, що входили в ARPANet. Природно, про подію не повідомляли в новинах і жодних презентацій і нагороджень не було. Про те, що у Томлінсона дещо вийшло, знали не більше декількох сотень колег, що мали доступ до «прамережі».
Реймонд Самуель Томлінсон (Raymond Samuel Tomlinson) використовував клавіатуру моделі 33 Teletype, і, обираючи значок, що, по-перше, не міг би трапитися в жодному імені або назві, і, по-друге, міг би відокремити ім'я користувача від імені комп'ютера, зупинився саме на @. Це мав бути універсальний алгоритм: ім'я — знак — місце.
Окрім букв і цифр на клавіатурі були й пунктуаційні знаки, серед яких і «равлик». У ті часи (до 1971 року, коли модель клавіатур була змінена), подібні знаки розташовувалися в другому ряду ліворуч.
@ був найвірнішим рішенням алгоритму, як пізніше говорив сам Томлінсон, якому протягом усього життя дошкуляли журналісти, це був єдино можливий вибір.
 23 квітня 2012 року у Женеві Інтернет Суспільство зарахувало Реймонда Томлінсона до Зали слави Інтернету.
Справжнє народження @ пережила в 80-х, коли почалася комп'ютерна революція — ПК вийшли за межі лабораторій, і в 90-х, коли з'явилися перші веббраузери. @ полюбилася користувачам, і навіть розповідають, що є відповідний дорожній знак.

## Іменування знака в різних країнах
- Україна — равлик, песик, мавпочка, жабка, вухо.
- США — кішка.
- Швеція — булочка з корицею.
- Корея — равлик.
- Болгарія — «кльомба» або «маймунско А» (мавп'яче А).
- Нідерланди — «apenstaartje» (мавп'ячий хвіст).
- Ізраїль — «штрудель» (вир).
- Іспанія — як і міра ваги «arroba».
- Франція — як і міра ваги «arobase».
- Португалія — як і міра ваги «arroba».
- Німеччина — мавпа, мавп'ячий хвіст, мавп'яче вухо, скріпка.
- Польща — мавпа, мавп'ячий хвіст, мавп'яче вухо, скріпка.
- Італія — «chiocciola» (равлик).
- Данія, Норвегія, Швеція — «snabel-a» (А з рилом) або слонячий хобот (А з хоботом).
- Чехія, Словаччина — рольмопс (zavináč, рулетик з оселедця).
- Китай, Тайвань — мишеня.
- Туреччина — троянда.
- Сербія — «пришелепкувата A» або «мајмун» (мавпа).
- В'єтнам — «скарлючена A».
- Росія — собачка.
- Хорватія, Румунія, Словенія — «мавпа».
- Фінляндія — котячий хвіст, «спляча кішечка».
- Греція — макаронина.
- Угорщина — хробак, кліщ.
- Латвія — et («пов»), запозичення з англійської.
- Литва — eta («ета»), запозичення з англійської.
- Японія — яп. atto māku, яп. アットマーク, від англійського at mark.